# Bataille de Corinthe
Pour les articles ayant des titres homophones, voir Première bataille de Corinth et Seconde bataille de Corinth.
Guerre d'Achaïe (en)
Batailles
Bataille de Scarphée (en) - Bataille de Corinthe
La bataille de Corinthe, plus souvent appelée bataille de Leucopétra, est une bataille entre la République romaine et la Ligue achéenne en 146 av. J.-C., qui aboutit à la destruction totale de Corinthe. Cette bataille marque le début de la période de domination romaine dans l'histoire grecque.

## Contexte historique
Après avoir évacué le danger séleucide, près de 40 ans plus tôt, avec la Paix d'Apamée et éliminé Carthage au printemps 146, Rome se concentre sur la Grèce. Le conflit qui oppose Rome à son ancien allié, la Ligue achéenne, a pour origine un différend entre Athènes et Oropos. Son règlement passe par une assemblée de la ligue se déroulant à Corinthe. Cette dernière va cristalliser les antagonismes et conduire la ligue et Corinthe à leur perte. En effet devant les tergiversations de la ligue, les Romains finissent par prendre position en faveur de l’autonomie de certaines cités de la ligue dont Corinthe. La cité d'Héraclée de Trachis profite de l’occasion pour faire sécession, ce qui conduit la ligue à mobiliser une armée pour la reprendre.
En 146, Rome déclare alors la guerre à la ligue achéenne. Parti de Macédoine afin de négocier la paix avant l'arrivée du consul Mummius, Metellus marche sur la Grèce. À la suite de l'échec des négociations, et après plusieurs victoires sur les forces de la ligue lors de l'été de cette année, en particulier contre la première armée des Achéens commandée par Critolaos de Megalopolis (en) à la bataille de Scarphée (en) en Locride, les Romains avancent sans encombre vers Corinthe. Après leur défaite à Scarphée, les Grecs se replient vers Corinthe et nomment Diaios stratège. Ce dernier réunit une nouvelle armée.

## Déroulement de la bataille
Le consul romain Lucius Mummius, avec 23 000 fantassins et 3 500 cavaliers (probablement deux légions, plus les alliés italiens) plus des renforts crétois et pergaméniens, avance vers le Péloponnèse. Le général achéen Diaios rassemble à Corinthe 14 000 fantassins et 600 cavaliers (plus éventuellement les survivants de la première armée). Les Achéens procèdent à une attaque-surprise réussie sur le camp de la garde romaine et infligent aux Romains de lourdes pertes.
Encouragés par ce succès, les Achéens se lancent dans la bataille. Leur cavalerie, en forte infériorité numérique, n'attend pas de recevoir la charge de la cavalerie romaine et s'enfuit immédiatement. Cependant, l'infanterie achéenne résiste aux légions romaines jusqu'à ce qu'une force compacte d'un millier de fantassins romains charge leur flanc et les mette en fuite.

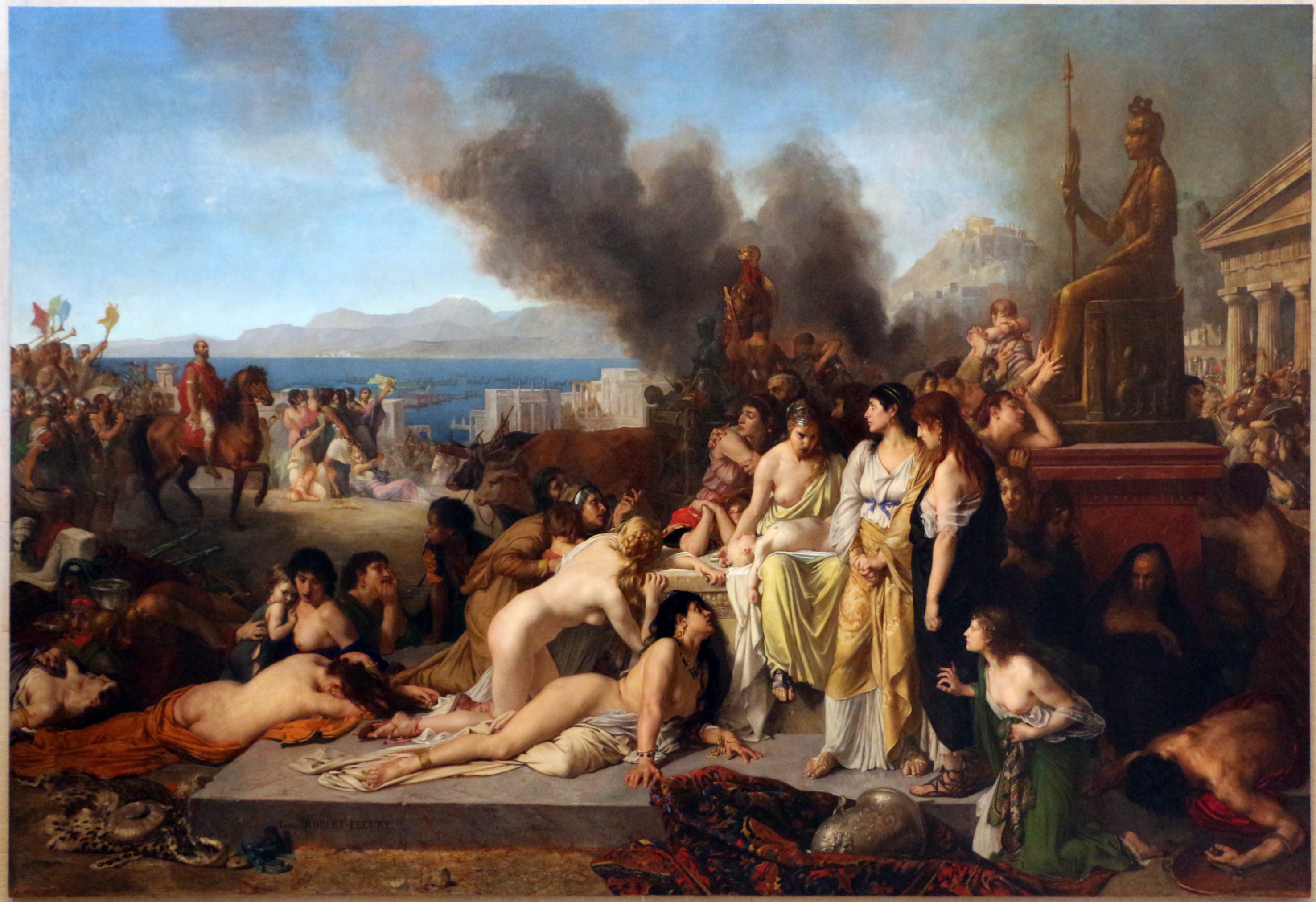
Tony Robert-Fleury Le Dernier Jour de Corinthe (1870), Musée d'Orsay (Paris)

Si certains Achéens se réfugient alors dans la cité de Corinthe, la défense ne peut être organisée, Diaios ayant fui en Arcadie. La cité est abandonnée dans la nuit par les Achéens. Après trois jours d'attente, Mummius prend la ville sans combat. Il fait exécuter la plupart des hommes et vend les femmes et les enfants comme esclaves avant d’incendier la ville.,,. Après cette victoire, Mummius reçoit le surnom d'« Achaïcus » comme le vainqueur de la Ligue des Achéens.

## Conséquence
En anéantissant Corinthe, Rome réserve le même sort à la cité grecque qu'à Carthage, ce qui marque une rupture importante de la politique romaine en Grèce. La destruction de Corinthe est sans doute due à la crainte des Romains d'une résurrection de l’opposition corinthienne et à la volonté de faire un exemple en effaçant son identité. Son territoire est effet intégré à l'Ager Publicus dont une partie passe sous contrôle de Sicyone,. Cet épisode marque la fin définitive de l'indépendance de la cité.
Bien qu'il existe des traces archéologiques d’un habitat postérieur à la destruction de la cité, César refonde la ville comme Colonia Laus Iulia Corinthiensis (colonie de Corinthe en l'honneur de Jules) en 44 av. J.-C., peu avant son assassinat.

## Sources antiques
- Florus (trad. Désiré Nisard), Abrégé d'Histoire romaine, Paris, Firmin Didot, 1865 (lire en ligne).
- Pausanias (trad. M. Clavier), Description de la Grèce, Paris, A. Bobée, 1821 (lire en ligne).
- Tite-Live (trad. Désiré Nisard), Periochae, Paris, Firmin Didot, 1869 (lire en ligne).